# Kyle Fisher
Kyle Fisher (* 19. Juni 1994 in Easley, South Carolina) ist ein ehemaliger US-amerikanischer Fußballspieler, der als Abwehrspieler eingesetzt wurde.

## Werdegang
Kyle Fisher spielte in seiner Jugend unter anderem für das U-18-Team der Carolina Street Soccer Association. Während seiner Studienzeit spielte Fisher zwischen 2012 und 2015 über vier Jahre College Soccer an der Clemson University. Für seine Leistungen wurden ihm verschiedene Auszeichnungen verliehen, unter anderem wurde er zum ACC Defensive Player of the Year ernannt. Parallel zu seiner Laufbahn bei den Clemson Tigers wurde er für die U-23-Mannschaften von Orlando City (2013) und der Portland Timbers (2014) in der Premier Development League eingesetzt.
Im Rahmen des MLS SuperDraft 2016 wurde Fisher von Montreal Impact ausgewählt und verpflichtet. Montreal Impact lieh Fisher an den Kooperationspartner FC Montréal aus, wo er in der United Soccer League am 25. März 2016 im Spiel gegen den Bethlehem Steel FC sein Profidebüt gab.
Die Saison 2018 verpasste Fisher aufgrund eines Schienbeinbruchs vollständig, woraufhin Montreal Impact Fishers Vertrag nicht verlängerte. Er wechselte daraufhin zur Birmingham Legion in die USL Championship, wo er in der Saison 2019 zu 23 Einsätzen in der Liga und zwei weiteren in den Playoffs kam. Zum Saisonende 2019 beendete Fisher schließlich seine professionelle Fußball-Karriere.

## Privates
Fisher hat an der Clemson University ein Management-Studium abgeschlossen.